# Hólar
Hólar (Hólar í Hjaltadal) is een klein dorpje met minder dan 80 inwoners (2013), gelegen in de Skagafjörður regio in het noorden van IJsland, op ongeveer 380 km van Reykjavík.

## Geschiedenis

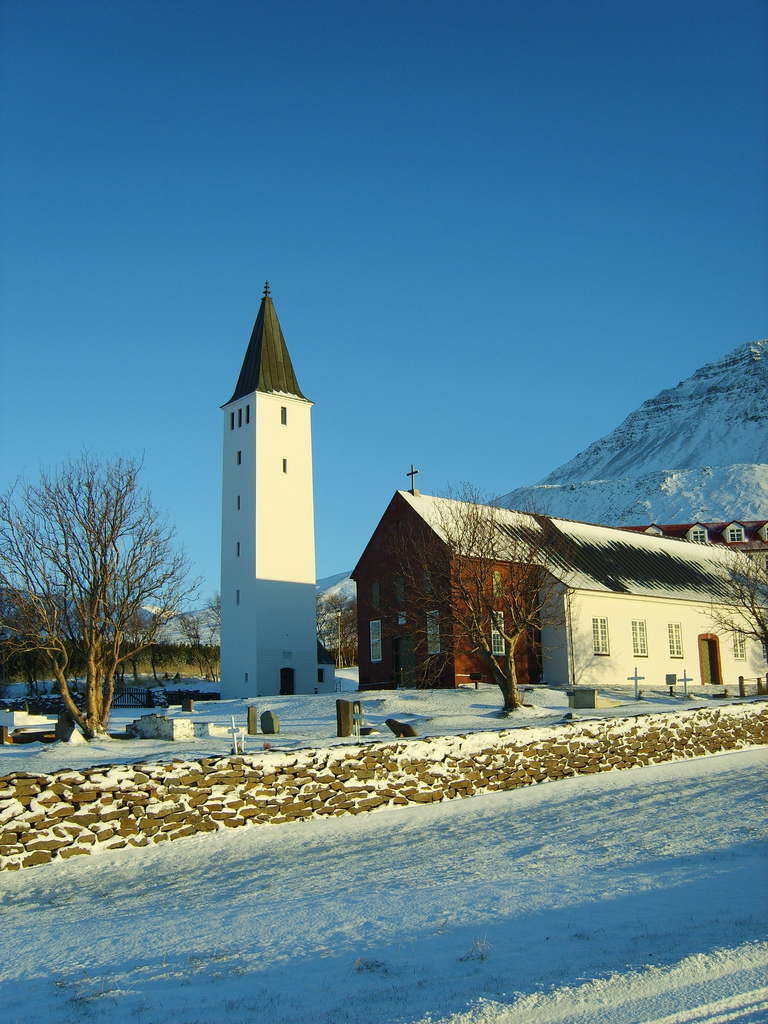
Kathedraal van Hólar.

Ondanks de geringe grootte van de nederzetting is Hólar historisch gezien zeer belangrijk. Hólar werd in 1106 gesticht als bisschopszetel door bisschop Jón Ögmundsson, en heeft het bisdom tot 1802 behouden. Hólar werd al snel een van twee de belangrijke geestelijke, literaire, politieke en culturele centra op IJsland; het andere centrum was Skálholt in het zuiden van IJsland. Zo werd in Hólar door bisschop Guðbrandur Þorláksson de eerste IJslandse bijbel gedrukt, de zogenaamde Guðbrandsbiblía. Onder bisschop Jón Arason was Hólar het laatste IJslandse bastion van het Katholicisme tijdens de Reformatie. Nadat hij in 1550 samen met twee van zijn zonen in Skálholt (zie aldaar) werd geëxecuteerd, is hij hier begraven. De kathedraal van Hólar werd in 1763, naast basalt, uit onder andere zeer opvallend rood zandsteen opgetrokken, afkomstig van de nabijgelegen prominente berg Hólabyrða. De kathedraal is de oudste stenen kerk van IJsland. Hij werd in 1988 gerestaureerd. In de klokkentoren bij de kathedraal liggen de resten van Jón Arason. Vele bisschoppen hebben in Hólar geresideerd, en de bekendste Lutheraanse bisschop was Guðbrandur Þorláksson.
Hólars Agricultureel College werd gesticht in 1882, en werd in 2003 vernoemd tot Universiteits College Hólar.